# Funaria macrocarpa
Funaria macrocarpa är en bladmossart som beskrevs av Richard Henry Zander 1993. Funaria macrocarpa ingår i släktet spåmossor, och familjen Funariaceae. Inga underarter finns listade i Catalogue of Life.